# Friedrich Wagner (Stenograf)

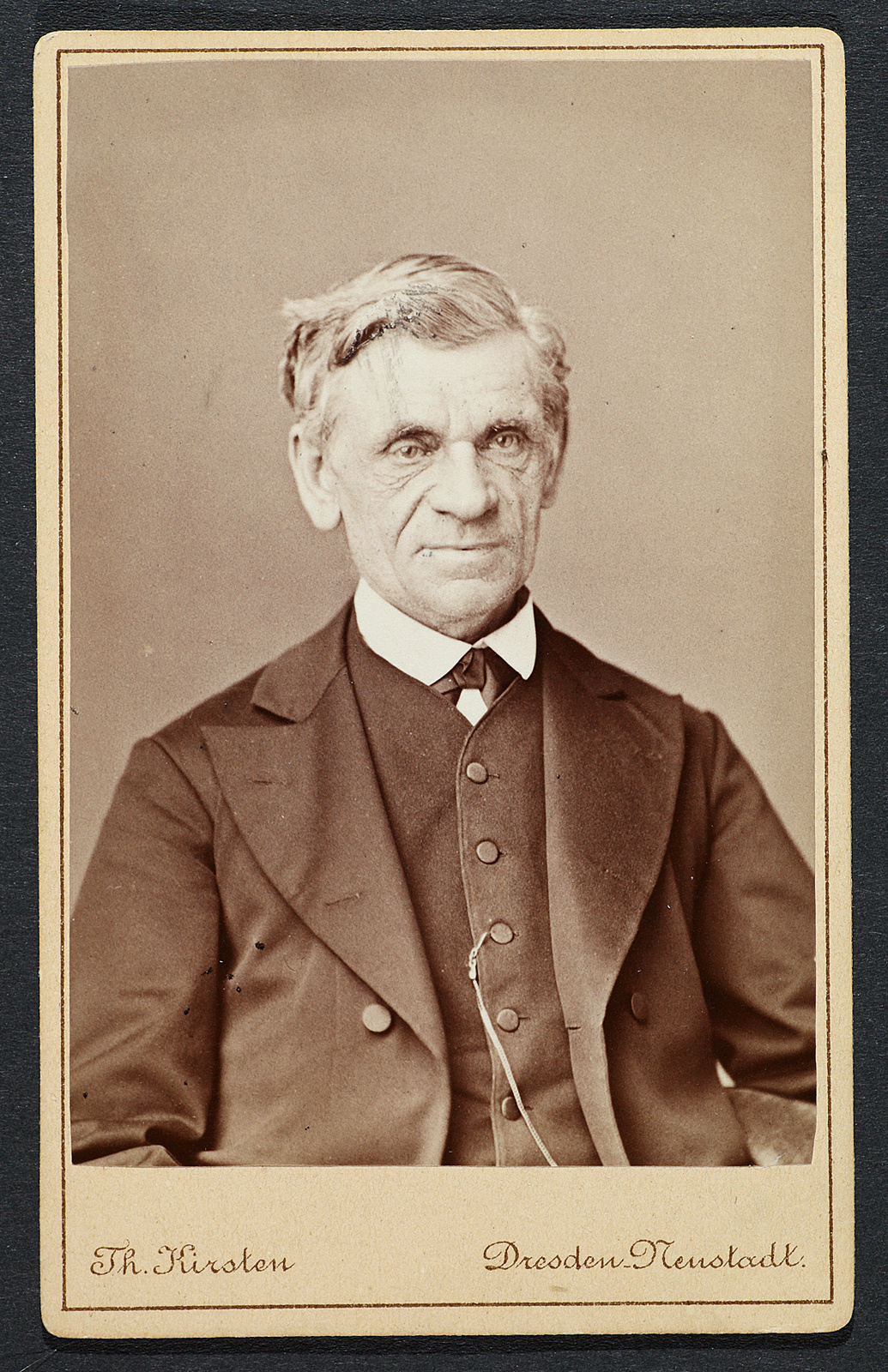
Friedrich Wagner 1883 in Dresden;
Carte de visite, Atelier von Theodor Kirsten; Sammlung Sächsische Landesbibliothek - Staats- und Universitätsbibliothek Dresden

Friedrich Wagner (geboren 9. Januar 1816 in Hintergersdorf bei Tharandt; gestorben 5. Juni 1894 in Dresden) war ein deutscher Lehrer und Stenograf.

## Leben
Nach seiner Ausbildung am Schullehrer-Seminar in Dresden arbeitete Friedrich Wagner als Lehrer erst in Chemnitz und Geringswalde und ab 1841 in Dresden, wo er ab 1866 bis zu seiner Pensionierung im Jahr 1883 nacheinander verschiedene Schulen als Direktor leitete.
Ab dem Winter 1848 auf 1849 beschäftigte sich Wagner mit Stenografie, zunächst mit der Gabelsberger-Kurzschrift für die Deutsche Sprache, ab 1851 auch mit dem Stolze’schen Kurzschrift-System. 1852 gab er als einer der ersten eine die beiden Schriften vergleichende Publikation Gabelsberger oder Stolze?heraus, in der er dem älteren, von Franz Xaver Gabelsberger entwickelten System einen Vorzug einräumte.
Jahrzehnte entwickelte Wagner – angefangen mit Vorträgen über den Einfluß der Stolze’schen Stenographie auf die Gabelsberger’sche – die Idee, eine für den Schulbedarf angepasste Kurzschrift nach dem Gabelsberger System solle auch an Volksschulen unterrichtet werden. Seine vor allem ab 1869 publizierten Thesen dazu stießen jedoch bei Zeitgenossen auf so heftigen Widerspruch, dass er – „um des Friedens willen“ – nach und nach von der anfangs gewünschten Änderung der Gabelsberger Kurzschrift abließ.
Wagner war Mitglied mehrerer stenographischer Körperschaften, deren Interessen er als Gesandter in Ausschüssen und Bundestagen vertrat. Nachdem sich die verschiedenen in Dresden agierenden Gabelsberger’schen Vereinigungen 1874 zu einem einzigen Verein zusammenschlossen, wurde Wagner zu dessen Vorsitzenden gewählt.
Neben zahlreichen Aufsätzen und Abhandlungen zur Stenografie redigierte Wagner von 1879 bis 1889 zudem die Vierteljahresschrift Die Stenographie.
1890 legte er aus Altersgründen den Vorsitz seines Vereins nieder.

## Ehrungen
- 1886: Ernennung zum Ehrenvorsitzenden seines Dresdner Stenographievereins[1]
- 1887: Verleihung der nach Hugo Häpe benannten Häpe-Denkmünze durch das Stenographische Institut zu Dresden[1]
- 1883: Verleihung des Ritterkreuzes des Königlich Sächsischen Verdienstordens für Wagners „Verdienste um die Entwicklung des Dresdener Volksschulwesens“[1]